# Desmiphora bijuba
Desmiphora bijuba là một loài bọ cánh cứng trong họ Cerambycidae.